# Breite Straße 59 (Stendal)

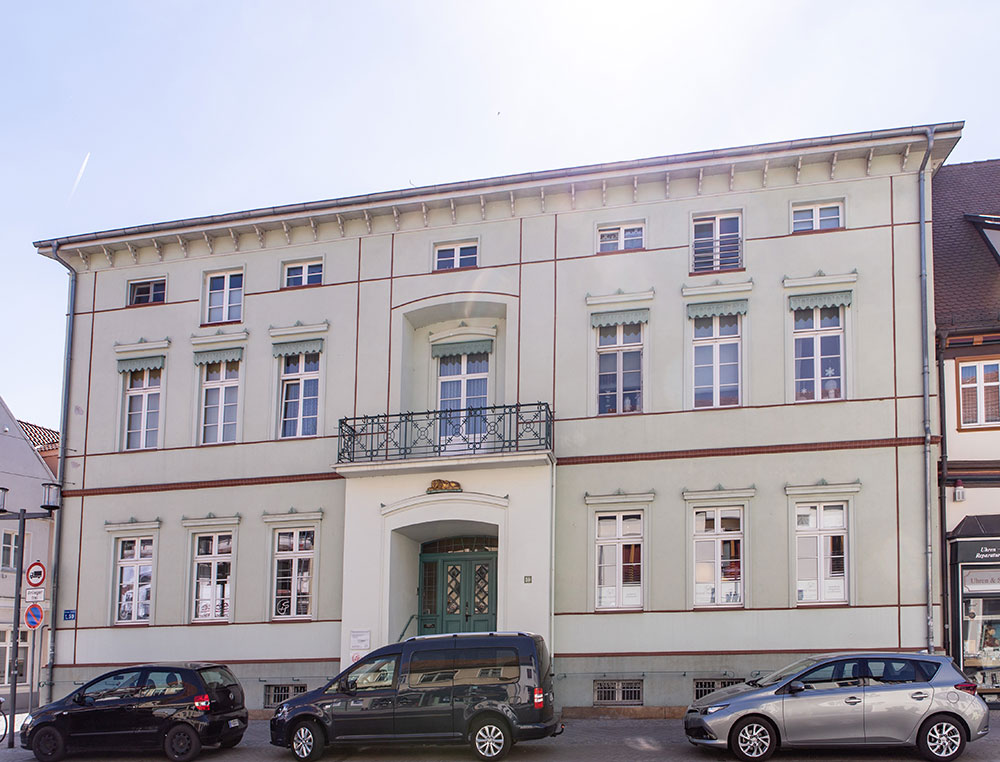
Breite Straße 59

Das Haus Breite Straße 59 ist ein denkmalgeschütztes Bauwerk in der Hansestadt Stendal. 

## Geschichte
Es wurde um 1837 mutmaßlich als Haus für den damaligen Stadtältesten als „Einfamilienhaus mit Geschäftsräumen“ erbaut. Der vergoldete Löwe mit der Jahreszahl 1837 unter dem Balkon lässt das Datum der Fertigstellung im Jahr 1837 vermuten.
Das Haus gehörte seit mindestens Ende des 19. Jahrhunderts der Familie Diesing, in die der dann spätere Eigentümer Gustav Huth einheiratete. Nach ihm trägt das Haus auch heute noch den Spitznamen „Huthsches Haus“. In den 1930er Jahren wurde das Haus in Huths Auftrag komplett saniert. Im Hochparterre befand sich, wenn man auf das Haus schaut, unten rechts die Arzt-Praxis des Gustav Huth, unten links die Geschäftsräume der Ehefrau Margarethe Huth, geborene Diesing, als Büro für diese Praxis, heute ein Frisier-Salon.
Im Zweiten Weltkrieg fiel eine Bombe auf einen Hinterhof eines Grundstückes gegenüber dem Haus, wodurch das Gebäude in seinen Grundfesten erschüttert wurde, da es auf einem Sockel aus Feldsteinen ruht. Das Gewölbe im Keller verhinderte den Zusammenbruch des Gebäudes. Die durch die Detonation entstandenen Putzrisse beeinträchtigten das Äußere des Gebäudes jahrzehntelang.
In den Zeiten der DDR waren, auch aufgrund der Mietpreispolitik der DDR, nur notdürftige Reparaturen am Gebäude möglich, da die Mieteinnahmen bei Weitem nicht ausreichten und somit aus dem privaten Haushalt der Eigentümer beglichen werden mussten. Das für eine Familie geplante Wohn- und Geschäftshaus wurde von den staatlichen Behörden in Wohneinheiten geteilt, sodass im Hause sieben Mietparteien Wohnraum fanden. In der Hochparterre war dann, wie schon zuvor ab den 1920er Jahren bis 1945, auf das Haus blickend rechts, eine Arztpraxis untergebracht. Auf der linken Seite befand sich nach dem Zweiten Weltkrieg eine staatliche Steuerberatung. Im Seitenflügel im Hook befand eine Schneiderei mit Wohnung und eine Remise (Kutschengarage in der Toreinfahrt zum Hof.)
Das Haus war nach dem Tod eines Miteigentümers in der Familie Huth 1984 finanziell nicht mehr zu halten. Die Schikanen und Auflagen, die mit dem Eigentum eines solchen Grundstückes seitens der Behörden verbunden waren, zwangen die damaligen Eigentümer zum Verzicht auf das Erbe des Hauses und traten es somit an den Staat ab. Da dieser zunächst die Annahme verweigerte, mussten die Erben, die das Haus als Erbe ausgeschlagen hatten, die Umschreibung selbst bezahlen, sodass die damalige Stendaler Wohnungsverwaltung das Haus übernehmen musste. (Durch diesen Umstand, der sogenannten staatlichen Mietpreisnötigung durch die DDR-Behörden, konnte nach der Wende ein Restitutionsanspruch durchgesetzt werden, der allerdings dann wiederum gebührenpflichtig war.)
Das Gebäude verfiel zusehends, um die Wende herum zogen die Mieter, einschließlich der Praxis und der Steuerberatung, nach und nach aus, da es auf Grund des Zustandes nicht mehr möglich war, in diesem Haus zu wohnen oder zu arbeiten. Aufgrund der Umstände der Verstaatlichung des Gebäudeeigentums hatte die Erbengemeinschaft Huth einen Restitutionsanspruch (s. o.), den diese auch, und dies entgegen anderer, vorheriger Aussagen, die teils nicht dem wirklichen Vorgang entsprachen, sehr wohl wahrnahmen. Der nun gegen oben erwähnte Gebühr rückgeführte Gebäudekomplex einschließlich des Seitenflügels wurde von dieser Erbengemeinschaft Huth an eine Bieter-Gemeinschaft aus Bremen veräußert. Diese wiederum sah sich nach zwei Jahren außerstande, die städtischen Auflagen zeitgerecht zu erfüllen und veräußerte das Grundstück über einen ortsansässigen, ihm bekannten Immobilienmakler an den Schauspieler Götz George als eines von seinen nun drei Häusern in Stendal. Götz George, auch als „Schimansky“ in der „Tatort“-Serie bekannt geworden, ließ das Grundstück Breite Straße 59 Ecke Hook, durch Nutzung der zu der Zeit möglichen „Steuerabschreibung Ost“ aufwändig sanieren.